# میشه‌دیبی (گوله)
میشه‌دیبی (به ترکی استانبولی: Meşedibi) یک منطقهٔ مسکونی در ترکیه است که در اردهان واقع شده‌است.